# 拉利伯塔德 (弗朗西斯科-莫拉桑省)
拉利伯塔德（西班牙語：La Libertad），是洪都拉斯的城鎮，位於該國中部，由弗朗西斯科-莫拉桑省負責管轄，始建於1864年，面積42.18平方公里，海拔高度222米，2001年人口2,682，人口密度每平方公里63.58人。
13°42′0″N 87°30′0″W / 13.70000°N 87.50000°W